# Gold (Neon Hitch)
Gold è un singolo della cantante britannica Neon Hitch, pubblicato nel 2012 e realizzato insieme al rapper statunitense Tyga.

## Tracce
- Download digitale

1. Gold (featuring Tyga) – 3:53